# Taça Cidade de São Luís 1993
In 1993 werd de tweede editie van de Taça Cicade de São Luís gespeeld voor clubs uit Braziliaanse staat Maranhão. De competitie werd gespeeld van 7 februari tot 25 maart en werd georganiseerd door de FMF. Aan de competitie namen enkel clubs uit São Luís deel en deze gold als voorbereiding op het Campeonato Maranhense 1993, dat op 28 maart van start ging.  Moto Club werd de winnaar.

## Eerste fase

### Groep A
| Plaats | Club           | Wed. | W | G | V | Saldo | Ptn. |
| ------ | -------------- | ---- | - | - | - | ----- | ---- |
| 1.     | Moto Club      | 3    | 3 | 0 | 0 | 6:3   | 6    |
| 2.     | Sampaio Corrêa | 3    | 2 | 0 | 1 | 4:1   | 4    |
| 3.     | Maranhão       | 3    | 1 | 0 | 2 | 5:5   | 2    |
| 4.     | Tupan          | 3    | 0 | 0 | 3 | 0:6   | 0    |

|  | Geplaatst voor finale       |
|  | Geplaatst voor halve finale |

### Groep B
| Plaats | Club           | Wed. | W | G | V | Saldo | Ptn. |
| ------ | -------------- | ---- | - | - | - | ----- | ---- |
| 1.     | Vitória do Mar | 2    | 1 | 1 | 0 | 3:0   | 3    |
| 2.     | Boa Vontade    | 2    | 1 | 0 | 1 | 1:3   | 2    |
| 3.     | Expressinho    | 2    | 0 | 1 | 1 | 0:1   | 1    |

|  | Gekwalificeerd voor halve finale |

## Halve finale
|          |                  |       |                |  |
| 16 maart | Sampaio Corrêa   | 3 – 0 | Vitória do Mar |  |
| 16 maart | Júnior Izone Léo |       |                |  |

## Finale
Moto Club won omdat het beter presteerde in de eerste fase.
|          |           |       |                |  |
| 25 maart | Moto Club | 0 – 0 | Sampaio Corrêa |  |
| 25 maart |           |       |                |  |

## Kampioen
| Taça Cicade de São Luís 1993  |
| São Luís                      |
| ----------------------------- |
| MOTO CLUB Kampioen (1° titel) |